# بیداری کاذب
بیداری کاذب (به انگلیسی: False awakening) یک رؤیای زنده و متقاعدکننده در مورد بیدار شدن از خواب است در حالی که بیننده رؤیا همچنان در خواب است. بعد از بیداری غلط فرد رؤیای کارهای معمول صبحگاهی مانند غذا خوردن، رفتن به دستشویی و حمام را می‌بیند.

## انواع
سلیا گرین (Celia Green) پیشنهاد می‌کند بین دو نوع بیداری غلط تمایز قائل شویم.

### نوع ۱
در نوع اول که معمول تر است فرد رؤیای بیدار شدن می‌بیند و پس از ادامهٔ رؤیا واقعاً از خواب بیدار می‌شود یا رؤیای به خواب رفتن می‌بیند.
یک مثال از این نوع بیداری غلط رؤیای «دیر شدن کار» است که فرد در رؤیا گمان می‌کند بیدار شده‌است و زمان شروع کار یا مدرسه گذشته‌است. در این حالت اضطراب فرد به قدری زیاد است که فرد واقعاً از خواب بیدار می‌شود. یک مثال دیگر «شب ادراری» است، به این صورت که فرد رؤیا بین از خواب بیدار می‌شود و همه کارهای قبل از ادرار کردن را انجام می‌دهد، حتی در رؤیا محل خواب را ترک می‌کند.

### نوع ۲
در این نوع فرد در محیطی شبه واقعی بیدار می‌شود و به صورت تدریجی متوجه موارد غیرطبیعی در محیط خواب می‌شود؛ که در اصطلاح عامیانه فرد فکر می‌کند «بختک» روی او افتاده‌است. سعی می‌کند که از دست کسی چیزی یا فردی فرار کند و نمی‌تواند.